# Vrbičany, Kladno
Vrbičany là một làng thuộc huyện Kladno, vùng Středočeský, Cộng hòa Séc.